# Ocymyrmex nitidulus
Ocymyrmex nitidulus är en myrart som beskrevs av Carlo Emery 1892. Ocymyrmex nitidulus ingår i släktet Ocymyrmex och familjen myror. Inga underarter finns listade i Catalogue of Life.